# ليليانا فينتريتشيلي
ليليانا فينتريتشيلي (ولدت في 12 يناير 1986 تحت اسمها الحقيقي سيسيليا فينتريتشيلي) سياسية إيطالية. تم انتخابها نائبة في البرلمان الإيطالي وأصبحت نائبة في 15 مارس 2013 في ظل الحزب الديمقراطي الإيطالي.

## السيرة الشخصية
ولدت ليليانا فينتريتشيلي في ألتامورا في 12 يناير 1986. وبعد تخرجها من المدرسة الثانوية الكلاسيكية «لوكا دي سامويل كاغنازي» في مسقط رأسها ألتامورا التحقت بكلية الحقوق بجامعة باري. بعد تجربتها كممثلة للمعهد في المرحلة الثانوية المدرسة أصبحت مهتمة بالسياسة.
في عام 2008 بدأت في الانخراط في أحد أبرز الأحزاب الإيطالية - الحزب الديمقراطي. في عام 2009 أصبحت سكرتيرة دائرة الديموقراطيين الشباب في ألتامورا. في عام 2010 انضمت رسميًا إلى الحزب الديمقراطي الإيطالي.
دعمت حملات مهمة في مسقط رأسها ألتامورا مثل الحملة على الاستفتاء ضد خصخصة شركات إمدادات المياه الإيطالية وضد الطاقة النووية. في فبراير 2013 عن عمر يناهز 27 عامًا تم انتخابها نائبة في البرلمان الإيطالي وظلت نائبة حتى نهاية الولاية في مارس 2018.